# Стожук Анатолій Петрович
Анато́лій Петро́вич Стожу́к (нар. 18 березня 1955) — український письменник, критик, видавець, громадський діяч, голова Харківської обласної спілки письменників (з березня 2012).

## Життєпис
Народився 18 березня 1955 року в селі Кустичі Турійського району Волинської області Української РСР (тепер — село в Ковельському районі Волинської області України).
Навчався у Львівському політехнічному інституті та Харківському юридичному інституті. Перервав навчання для роботи в Уральському ліспромгоспі, працював вантажником сільгоспхімії. Продовжив навчання у Київському педагогічному інституті іноземних мов, а потім — у Київському університеті імені Тараса Шевченка, на юридичному факультеті.
У 1986 році — закінчив Літературний інститут імені Максима Горького (Москва).
Працював методистом Клубу письменників у Харківській обласній організації спілки письменників України, кореспондентом-організатором Бюро пропаганди художньої літератури Спілки письменників України, директором Харківського відділення Укрлітфонду.
З 1997 року — член Національної спілки письменників України. 
У 2000 році — заснував і очолив харківське видавництво «Майдан».
Живе в Харкові.

## Творчість і громадська діяльність
У 1988 році, у московському видавництві «Молода гвардія», вийшло перше окреме видання Сторожука — історична повість «По неизвестным причинам».
Оповідання Сторожука публікували часописи «Людина і світ», «Прапор», «Українська хата».
Окремими виданнями вийшли книги:
- «По неизвестным причинам» (1988)
- «Під мурами Острозькими» (1995)[3]
- «Легенда слова» (2013)
- «Тінь слова» (2015)

Лауреат Премії імені І. Федорова; Міжнародної літературно-мистецької премії імені Григорія Сковороди (у 2022 році, за значний внесок у розквіт української літератури). 
З березня 2012 року — голова Харківської обласної спілки письменників.